# الحمري (الحيمة الخارجية)

تعديل مصدري - تعديل

الحمري هي إحدى قرى عزلة بني جحدب بمديرية الحيمة الخارجية التابعة لمحافظة صنعاء، بلغ تعداد سكانها 43 نسمة حسب تعداد اليمن لعام 2004.